# Formazioni di Superliga brasiliana di pallavolo femminile 2010-2011
Formazioni delle squadre di pallavolo partecipanti alla stagione 2010-2011 della Superliga brasiliana.

## GRER
| N° | Nome                  | Ruolo | Data di nascita   | Nazionalità sportiva |
| -- | --------------------- | ----- | ----------------- | -------------------- |
| -  | William Carvalho      | All   |                   | Brasile              |
| 1  | Fabiana Claudino      | C     | 24 gennaio 1985   | Brasile              |
| 2  | Andressa Picussa      | C     | 22 luglio 1989    | Brasile              |
| 3  | Fernanda Gritzbach    | C     | 1º ottobre 1984   | Brasile              |
| 4  | Paula Pequeno         | S     | 22 gennaio 1982   | Brasile              |
| 5  | Alessandra dos Santos | S     | 13 aprile 1988    | Brasile              |
| 6  | Ana Cristina Porto    | P     | 10 gennaio 1982   | Brasile              |
| 7  | Jordane Tolentino     | P     | 23 dicembre 1985  | Brasile              |
| 8  | Arianne Tolentino     | O     | 13 novembre 1989  | Brasile              |
| 9  | Juliana Saracuza      | S     | 1º settembre 1983 | Brasile              |
| 10 | Elis Bento            | S     | 5 aprile 1988     | Brasile              |
| 11 | Joyce da Silva        | O     | 13 giugno 1984    | Brasile              |
| 12 | Daniela Oliveti       | C     | 4 ottobre 1987    | Brasile              |
| 13 | Viviane Dias          | S     | 9 ottobre 1980    | Brasile              |
| 14 | Alisha Glass          | P     | 4 aprile 1988     | Stati Uniti          |
| 15 | Clarisse Peixoto      | S     | 3 gennaio 1987    | Brasile              |
| 16 | Tandara Caixeta       | O     | 30 ottobre 1988   | Brasile              |
| 17 | Stephany Silva        | L     | 11 giugno 1985    | Brasile              |
| 18 | Stacy Sykora          | L     | 24 giugno 1977    | Stati Uniti          |

## Brusque
| N° | Nome                  | Ruolo | Data di nascita   | Nazionalità sportiva |
| -- | --------------------- | ----- | ----------------- | -------------------- |
| -  | Rogerio Portelo       | All   | -                 | Brasile              |
| 1  | Juliana Amaral        | S     | 5 febbraio 1986   | Brasile              |
| 2  | Luciane Escouto       | C     | 21 giugno 1987    | Brasile              |
| 3  | Rosamaria Montibeller | S/O   | 4 settembre 1994  | Brasile              |
| 4  | Viviane Evangelista   | S/O   | 25 settembre 1988 | Brasile              |
| 6  | Janaina Paulino       | S/O   | 22 agosto 1983    | Brasile              |
| 7  | Luciana Moura         | P     | 22 giugno 1984    | Brasile              |
| 8  | Flavia Kuchenbecker   | P     | 20 ottobre 1990   | Brasile              |
| 9  | Edna Schindwein       | C     | 19 settembre 1983 | Brasile              |
| 10 | Priscila Souza        | S     | 29 ottobre 1987   | Brasile              |
| 11 | Leticia Raymundi      | S     | 17 ottobre 1990   | Brasile              |
| 12 | Tamiris Kobelink      | C     | 22 maggio 1989    | Brasile              |
| 13 | Thaiza Machado        | S/O   | 13 dicembre 1985  | Brasile              |
| 14 | Jessica Rockenbach    | P     | 23 giugno 1988    | Brasile              |
| 15 | Luiza Rocha           | P     | 14 gennaio 1988   | Brasile              |
| 17 | Daniele de Lima       | S     | 7 novembre 1985   | Brasile              |
| 18 | Simone Scherer        | C     | 6 marzo 1994      | Brasile              |

## Macaé
| N° | Nome                | Ruolo | Data di nascita   | Nazionalità sportiva |
| -- | ------------------- | ----- | ----------------- | -------------------- |
| -  | Alexandre Ferrante  | All   | -                 | Brasile              |
| 1  | Flávia de Assis     | C     | 7 settembre 1979  | Brasile              |
| 2  | Roberta Pereira     | C     | 6 giugno 1984     | Brasile              |
| 3  | Mariana Costa       | S     | 30 luglio 1986    | Brasile              |
| 4  | Natiele Gonçalves   | S     | 28 novembre 1991  | Brasile              |
| 1  | Thays Oliveira      | S/O   | 16 ottobre 1991   | Brasile              |
| 6  | Marjorie Correa     | P     | 12 settembre 1992 | Brasile              |
| 7  | Marcela Felinto     | L     | 8 luglio 1985     | Brasile              |
| 8  | Fernanda da Silva   | C     | 15 luglio 1984    | Brasile              |
| 9  | Juliana Filippelli  | L     | 18 maggio 1994    | Brasile              |
| 11 | Camilla Adão        | P     | 20 giugno 1984    | Brasile              |
| 12 | Gabriela de Souza   | S     | 14 dicembre 1993  | Brasile              |
| 13 | Naiane Rios         | P     | 29 novembre 1994  | Brasile              |
| 14 | Luisa de Lima       | P     | 5 marzo 1981      | Brasile              |
| 15 | Monique Pavão       | S/O   | 30 ottobre 1986   | Brasile              |
| 16 | Giovanna das Chagas | C     | 26 luglio 1980    | Brasile              |

## Mackenzie
| N° | Nome                 | Ruolo | Data di nascita   | Nazionalità sportiva |
| -- | -------------------- | ----- | ----------------- | -------------------- |
| -  | André Rabelo         | All   |                   | Brasile              |
| 1  | Samanta Oleyenik     | S     | 2 febbraio 1991   | Brasile              |
| 2  | Fernanda de Faria    | L     | 13 agosto 1991    | Brasile              |
| 3  | Thaynã de Moraes     | P     | 15 febbraio 1993  | Brasile              |
| 4  | Angelica Caboclo     | S     | 21 maggio 1991    | Brasile              |
| 5  | Arlene Xavier        | L     | 20 dicembre 1969  | Brasile              |
| 6  | Aline Siqueira       | S/O   | 1º settembre 1987 | Brasile              |
| 7  | Priscila Daroit      | S     | 8 ottobre 1988    | Brasile              |
| 8  | Gabriela Guimarães   | S     | 19 maggio 1994    | Brasile              |
| 9  | Nayara Ferreira      | S     | 5 novembre 1993   | Brasile              |
| 10 | Viviane Araujo       | C     | 20 febbraio 1987  | Brasile              |
| 11 | Priscila Heldes      | P     | 23 marzo 1992     | Brasile              |
| 12 | Marcilene dos Santos | S/O   | 5 agosto 1987     | Brasile              |
| 13 | Tatiana Silva        | P     | 30 aprile 1987    | Brasile              |
| 14 | Joyce Victalino      | S     | 13 dicembre 1985  | Brasile              |
| 15 | Viviane Cruz         | C     | 23 gennaio 1978   | Brasile              |
| 16 | Lígia Centeno        | C     | 17 gennaio 1979   | Brasile              |
| 17 | Emília de Oliveira   | C     | 7 agosto 1992     | Brasile              |
| 18 | Vivian Rodrigues     | S/O   | 19 ottobre 1991   | Brasile              |
| 19 | Juliana Odilon       | S     | 25 gennaio 1985   | Brasile              |
| 20 | Nathália Daneliczin  | P     | 26 agosto 1991    | Brasile              |

## Minas
| N° | Nome              | Ruolo | Data di nascita   | Nazionalità sportiva |
| -- | ----------------- | ----- | ----------------- | -------------------- |
| -  | Jarbas Ferreira   | All   |                   | Brasile              |
| 1  | Nicole Fawcett    | O     | 16 dicembre 1986  | Stati Uniti          |
| 2  | Carla Ferreira    | S     | 17 gennaio 1992   | Brasile              |
| 3  | Tássia Silva      | L     | 3 giugno 1988     | Brasile              |
| 4  | Cláudia da Silva  | P     | 6 luglio 1987     | Brasile              |
| 5  | Sophia Costa      | L     | 1º ottobre 1990   | Brasile              |
| 6  | Stephanie Paulino | O     | 4 marzo 1993      | Brasile              |
| 7  | Francynne Jacinto | C     | 16 luglio 1992    | Brasile              |
| 8  | Michelle Pãvao    | S     | 30 ottobre 1986   | Brasile              |
| 9  | Silvana Papini    | S     | 27 gennaio 1988   | Brasile              |
| 10 | Ingrid Felix      | S     | 16 novembre 1988  | Brasile              |
| 11 | Camila Torquette  | P     | 7 luglio 1986     | Brasile              |
| 12 | Yusleinis Herrera | S     | 12 marzo 1984     | Cuba                 |
| 13 | Raquel Oliveira   | C     | 8 febbraio 1994   | Brasile              |
| 14 | Renata Maggioni   | C     | 21 aprile 1988    | Brasile              |
| 15 | Natasha Farinea   | C     | 8 febbraio 1986   | Brasile              |
| 16 | Fernanda Oliveira | P     | 26 giugno 1994    | Brasile              |
| 17 | Kenia Barros      | C     | 22 settembre 1983 | Brasile              |
| 18 | Gabriela Fabiano  | S     | 1º agosto 1994    | Brasile              |

## Osasco
| N° | Nome                  | Ruolo | Data di nascita  | Nazionalità sportiva |
| -- | --------------------- | ----- | ---------------- | -------------------- |
| -  | Luizomar de Moura     | All   | -                | Brasile              |
| 2  | Carolina Albuquerque  | P     | 25 luglio 1977   | Brasile              |
| 3  | Daniela Viera         | C     | 7 febbraio 1980  | Brasile              |
| 4  | Samara de Almeida     | S     | 16 luglio 1992   | Brasile              |
| 5  | Adenízia da Silva     | C     | 18 dicembre 1986 | Brasile              |
| 6  | Thaísa de Menezes     | C     | 15 maggio 1987   | Brasile              |
| 7  | Thais Barboza         | S     | 2 marzo 1980     | Brasile              |
| 8  | Jaqueline de Carvalho | S     | 31 dicembre 1983 | Brasile              |
| 9  | Juliana Gomes         | P     | 5 marzo 1986     | Brasile              |
| 10 | Wélissa Gonzaga       | S     | 9 settembre 1982 | Brasile              |
| 11 | Mayhara Silva         | C     | 9 aprile 1989    | Brasile              |
| 12 | Natália Pereira       | S/O   | 4 aprile 1989    | Brasile              |
| 13 | Fernanda Melo         | S/O   | 11 novembre 1987 | Brasile              |
| 14 | Ednéia Lima           | C     | 9 dicembre 1980  | Brasile              |
| 15 | Ana Takagui           | P     | 26 ottobre 1987  | Brasile              |
| 16 | Larissa Souza         | C     | 7 luglio 1991    | Brasile              |
| 17 | Léia da Silva         | L     | 3 gennaio 1985   | Brasile              |
| 18 | Camila Brait          | L     | 28 ottobre 1988  | Brasile              |
| 19 | Fabiana Belarmino     | P     | 23 gennaio 1976  | Brasile              |

## Pinheiros
| N° | Nome                  | Ruolo | Data di nascita  | Nazionalità sportiva |
| -- | --------------------- | ----- | ---------------- | -------------------- |
| -  | Paulo Coco            | All   |                  | Brasile              |
| 1  | Ivna Marra            | S     | 25 gennaio 1990  | Brasile              |
| 2  | Verônica de Brito     | S     | 2 marzo 1986     | Brasile              |
| 5  | Ana Carolina da Silva | C     | 8 aprile 1991    | Brasile              |
| 6  | Priscila Almeida      | L     | 9 febbraio 1992  | Brasile              |
| 7  | Karine Guerra         | P     | 25 febbraio 1979 | Brasile              |
| 8  | Suelen Pinto          | L     | 10 aprile 1987   | Brasile              |
| 9  | Sônia Benedito        | S     | 19 gennaio 1978  | Brasile              |
| 10 | Juliana de Castro     | O     | 30 giugno 1985   | Brasile              |
| 11 | Jessica Peixoto       | P     | 15 aprile 1993   | Brasile              |
| 12 | Eduarda Kraish        | O     | 5 luglio 1993    | Brasile              |
| 13 | Bárbara Bruch         | C     | 28 maggio 1987   | Brasile              |
| 14 | Josefa de Souza       | P     | 2 marzo 1983     | Brasile              |
| 15 | Marina Daloca         | C     | 9 agosto 1979    | Brasile              |
| 16 | Natália Martins       | C     | 12 novembre 1984 | Brasile              |
| 17 | Juliana Costa         | S     | 5 settembre 1982 | Brasile              |
| 18 | Fernanda Kuchembecker | S     | 24 gennaio 1992  | Brasile              |
| 19 | Kasiely Clemente      | S     | 12 giugno 1993   | Brasile              |
| 20 | Michelle Daldegan     | L     | 1º maggio 1983   | Brasile              |

## Praia Clube
| N° | Nome                       | Ruolo | Data di nascita   | Nazionalità sportiva |
| -- | -------------------------- | ----- | ----------------- | -------------------- |
| -  | Marco Antônio Di Bonifácio | All   |                   | Brasile              |
| 1  | Daimí Ramírez              | S/O   | 8 ottobre 1983    | Cuba                 |
| 2  | Ana Paula Larroza          | L     | 11 marzo 1980     | Brasile              |
| 3  | Elyara da Silva            | S     | 22 gennaio 1983   | Brasile              |
| 4  | Ana Maria Gosling          | P     | 24 gennaio 1985   | Brasile              |
| 5  | Camila Lelis               | L     | 16 ottobre 1989   | Brasile              |
| 6  | Fernanda Berti             | S/O   | 29 giugno 1985    | Brasile              |
| 7  | Paula de Barros            | C     | 20 marzo 1982     | Brasile              |
| 8  | Ananda Marinho             | P     | 5 febbraio 1989   | Brasile              |
| 9  | Angelica Malinverno        | C     | 7 maggio 1989     | Brasile              |
| 10 | Sara Caixeta               | S     | 18 febbraio 1983  | Brasile              |
| 11 | Ana Beatriz Corrêa         | C     | 7 febbraio 1992   | Brasile              |
| 12 | Nicole Silva               | S/O   | 13 settembre 1988 | Brasile              |
| 13 | Fernanda Cordeiro          | S     | 9 ottobre 1983    | Brasile              |
| 14 | Camila Monteiro            | C     | 17 gennaio 1988   | Brasile              |
| 15 | Jéssica Silva              | S/O   | 23 marzo 1987     | Brasile              |
| 16 | Isabella Muniz             | P     | 2 ottobre 1992    | Brasile              |
| 17 | Marcela Fonseca            | L     | 28 marzo 1991     | Brasile              |

## Rio de Janeiro
| N° | Nome                  | Ruolo | Data di nascita  | Nazionalità sportiva |
| -- | --------------------- | ----- | ---------------- | -------------------- |
| -  | Bernardo de Rezende   | All   | 25 agosto 1959   | Brasile              |
| 1  | Amanda Francisco      | S     | 16 agosto 1988   | Brasile              |
| 2  | Mara Leão             | C     | 26 luglio 1991   | Brasile              |
| 3  | Suelle Oliveira       | S     | 29 aprile 1987   | Brasile              |
| 4  | Danielle Lins         | P     | 1º maggio 1985   | Brasile              |
| 5  | Regiane Bidias        | S     | 10 febbraio 1986 | Brasile              |
| 6  | Juciely Barreto       | C     | 18 dicembre 1980 | Brasile              |
| 7  | Marianne Steinbrecher | S     | 23 agosto 1983   | Brasile              |
| 8  | Daniele Oliveira      | C     | 11 aprile 1986   | Brasile              |
| 9  | Roberta Ratzke        | P     | 28 aprile 1990   | Brasile              |
| 10 | Valeska Menezes       | S/C   | 23 aprile 1976   | Brasile              |
| 11 | Juliana Nogueira      | S/O   | 4 agosto 1988    | Brasile              |
| 12 | Caroline Gattaz       | C     | 27 luglio 1981   | Brasile              |
| 13 | Sheilla de Castro     | S/O   | 1º luglio 1983   | Brasile              |
| 14 | Fabiana de Oliveira   | L     | 3 luglio 1980    | Brasile              |
| 15 | Carolina de Freitas   | S     | 17 gennaio 1992  | Brasile              |
| 20 | Juliana Perdigão      | L     | 5 aprile 1991    | Brasile              |

## Santa Caterina
| N° | Nome                | Ruolo | Data di nascita   | Nazionalità sportiva |
| -- | ------------------- | ----- | ----------------- | -------------------- |
| -  | Flamarion Fernandes | All   |                   | Brasile              |
| 1  | Lara Filomeno       | C     | 2 novembre 1989   | Brasile              |
| 2  | Cintia Fernandes    | P     | 25 febbraio 1981  | Brasile              |
| 3  | Thatiana Crispim    | C     | 29 settembre 1980 | Brasile              |
| 4  | Adriani Joaquim     | P     | 26 aprile 1993    | Brasile              |
| 5  | Danúbia Wessler     | S     | 29 settembre 1978 | Brasile              |
| 6  | Michele Botzan      | S     | 20 novembre 1986  | Brasile              |
| 7  | Luciana Paias       | L     | 18 agosto 1989    | Brasile              |
| 8  | Liv Fortes          | P     | 23 settembre 1988 | Brasile              |
| 9  | Léia Lima           | L     | 3 luglio 1976     | Brasile              |
| 10 | Ilisandra Klein     | S     | 30 marzo 1986     | Brasile              |
| 11 | Carolina Leite      | P     | 15 novembre 1992  | Brasile              |
| 14 | Carolina Schmidtt   | S/O   | 23 marzo 1988     | Brasile              |
| 13 | Patricia Mozel      | S     | 14 marzo 1989     | Brasile              |
| 16 | Vanessa Janke       | S     | 8 marzo 1991      | Brasile              |
| 17 | Thalita Machado     | C     | 12 marzo 1985     | Brasile              |
| 18 | Patrícia Bianchi    | S/O   | 13 luglio 1989    | Brasile              |

## São Bernardo
| N° | Nome                   | Ruolo | Data di nascita  | Nazionalità sportiva |
| -- | ---------------------- | ----- | ---------------- | -------------------- |
| -  | José Alexandre Devesa  | All   |                  | Brasile              |
| 1  | Heloiza Pereira        | S/O   | 11 febbraio 1990 | Brasile              |
| 2  | Mácris Carneiro        | P     | 3 marzo 1989     | Brasile              |
| 4  | Marina Adami           | P     | 4 marzo 1993     | Brasile              |
| 5  | Thaís de Souza         | S     | 18 aprile 1988   | Brasile              |
| 6  | Aline Silva            | S     | 24 gennaio 1986  | Brasile              |
| 7  | Marcia Barboza         | L     | 21 maggio 1980   | Brasile              |
| 8  | Maria Beatriz Capeloci | C     | 29 luglio 1985   | Brasile              |
| 9  | Ana Paula Gomes        | S     | 7 febbraio 1975  | Brasile              |
| 10 | Danielle Scott         | C     | 4 gennaio 1972   | Stati Uniti          |
| 12 | Bruna da Silva         | S     | 3 luglio 1989    | Brasile              |
| 14 | Kátia Monteiro         | P     | 13 luglio 1973   | Brasile              |
| 15 | Renata de Carvalho     | C     | 20 ottobre 1978  | Brasile              |
| 16 | Mari Mendes            | S     | 13 gennaio 1984  | Brasile              |
| 17 | Thais Julio            | S/O   | 7 ottobre 1984   | Brasile              |

## São Caetano
| N° | Nome                 | Ruolo | Data di nascita   | Nazionalità sportiva |
| -- | -------------------- | ----- | ----------------- | -------------------- |
| -  | Hairton Oliveira     | All   |                   | Brasile              |
| 1  | Paulini Ramme        | P     | 2 maggio 1991     | Brasile              |
| 2  | Letícia Hage         | C     | 9 settembre 1990  | Brasile              |
| 3  | Carla Souza          | O     | 15 settembre 1990 | Brasile              |
| 4  | Juliana Carrijo      | P     | 25 febbraio 1992  | Brasile              |
| 5  | Thaynara Roxo        | S     | 3 novembre 1991   | Brasile              |
| 6  | Katia Rodrigues      | C     | 17 maggio 1979    | Brasile              |
| 7  | Cecilia Souza        | S     | 1º febbraio 1982  | Brasile              |
| 8  | Fernanda Tomé        | S     | 10 dicembre 1989  | Brasile              |
| 9  | Veridiana da Fonseca | L     | 30 dicembre 1982  | Brasile              |
| 10 | Dayse Figueiredo     | S     | 27 giugno 1984    | Brasile              |
| 11 | Isabela Paquiardi    | S     | 3 aprile 1992     | Brasile              |
| 12 | Leticia Guimarães    | P     | 25 settembre 1987 | Brasile              |
| 13 | Danielle Moreira     | S     | 9 settembre 1989  | Brasile              |
| 14 | Giovanna Chagas      | C     | 26 luglio 1980    | Brasile              |
| 15 | Leticia Pontes       | O     | 11 ottobre 1990   | Brasile              |
| 17 | Aline Silva          | S     | 28 novembre 1988  | Brasile              |
| 18 | Maiara dos Santos    | P     | 22 febbraio 1989  | Brasile              |
| 19 | Karine Monte         | C     | 12 giugno 1991    | Brasile              |
| 20 | Ana Clara Saldanha   | P     | 1º gennaio 1993   | Brasile              |